# Pizzo Scalino
Il Pizzo Scalino (3.323 m s.l.m.) è una vetta delle Alpi del Bernina nelle Alpi Retiche occidentali. È posta nei pressi dello spartiacque di confine italo-svizzero. È la più alta del sottogruppo Scalino-Canciano, che si stacca dal massiccio verso la Valtellina. Domina la valle di Poschiavo, in Svizzera.

## Descrizione
Si presenta come una piramide dalle regolari creste dominante l'alta Valmalenco della quale rappresenta uno dei "simboli" più celebri, con versanti composti per lo più da sfasciumi ad eccezione del lato occidentale, il più interessante dal punto di vista alpinistico, alla base del quale è situato il vasto e dolce Piano di Campagneda, altopiano prativo tra i 2000 m e i 2300 m, ricco di tipiche baite e piccoli laghi alpini, culminante nell'omonimo passo. Il lato opposto, quello nord-orientale, ospita invece il vasto Ghiacciaio dello Scalino, le cui acque di fusione scendono verso la Val Poschiavina; su questo versante salgono e giungono alla sommità anche le vie "normali" di salita sia italiana che svizzera.

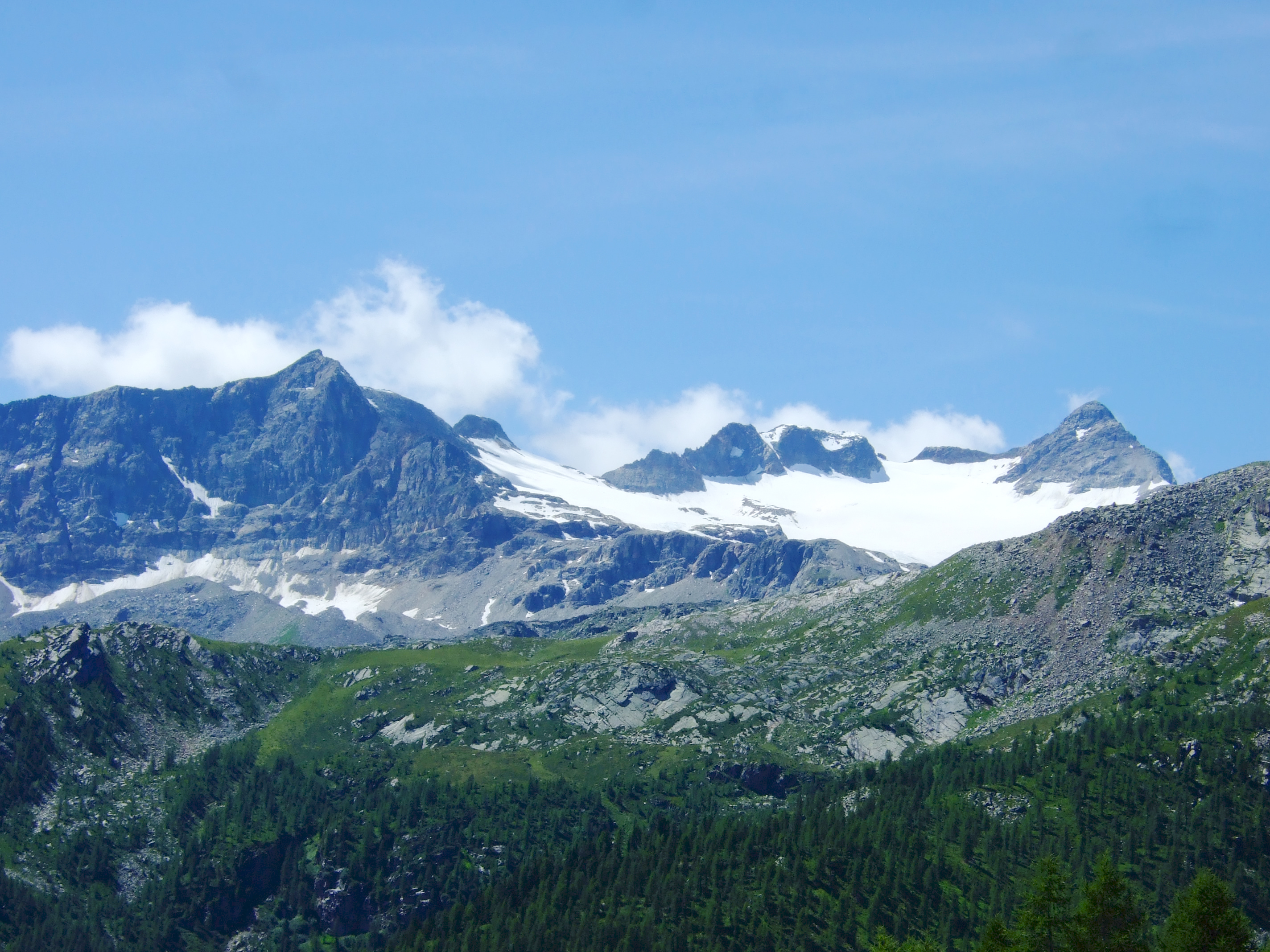
Pizzo Scalino

## Ascensione
La prima ascensione "ufficiale" alla vetta fu quella di Tuckett e Brown, accompagnati dalle guide Almer e Andermatten, il 22 giugno 1866, i quali vi ritrovarono un segnale topografico piazzato lassù da topografi lombardi al servizio austriaco intorno al 1830; ma è supponibile che la cima, di non difficile raggiungimento, fu salita anche prima di questa data, da valligiani o cacciatori locali. La prima ascensione italiana avvenne nel 1873, ad opera di Rossi, Fojanini e Orsatti. È interessante notare che nessuna di queste ascensioni percorse, se non per la parte finale sulla cresta sud-est, quasi obbligata, quella che oggi è considerata la più agevole e diretta via di salita.
La vetta, molto frequentata sia d'estate che d'inverno, essendo apprezzata meta scialpinistica, offre un notevole panorama sulle cime della media e alta Valtellina e, soprattutto, su quelle del massiccio del Bernina, per le quali rappresenta un privilegiato punto di osservazione. Per la sua salita sono utili soprattutto i rifugi del versante malenco, come il rifugio Cristina, il rifugio Cà Runcasch e il rifugio Zoia. La più facile via d'accesso alla montagna, anche se meno frequentata e più lunga, è però quella che risale dalla Val Fontana, sul versante sud, appoggiandosi alla capanna Cederna-Maffina. Tale ascensione non presenta alcuna difficoltà alpinistica.

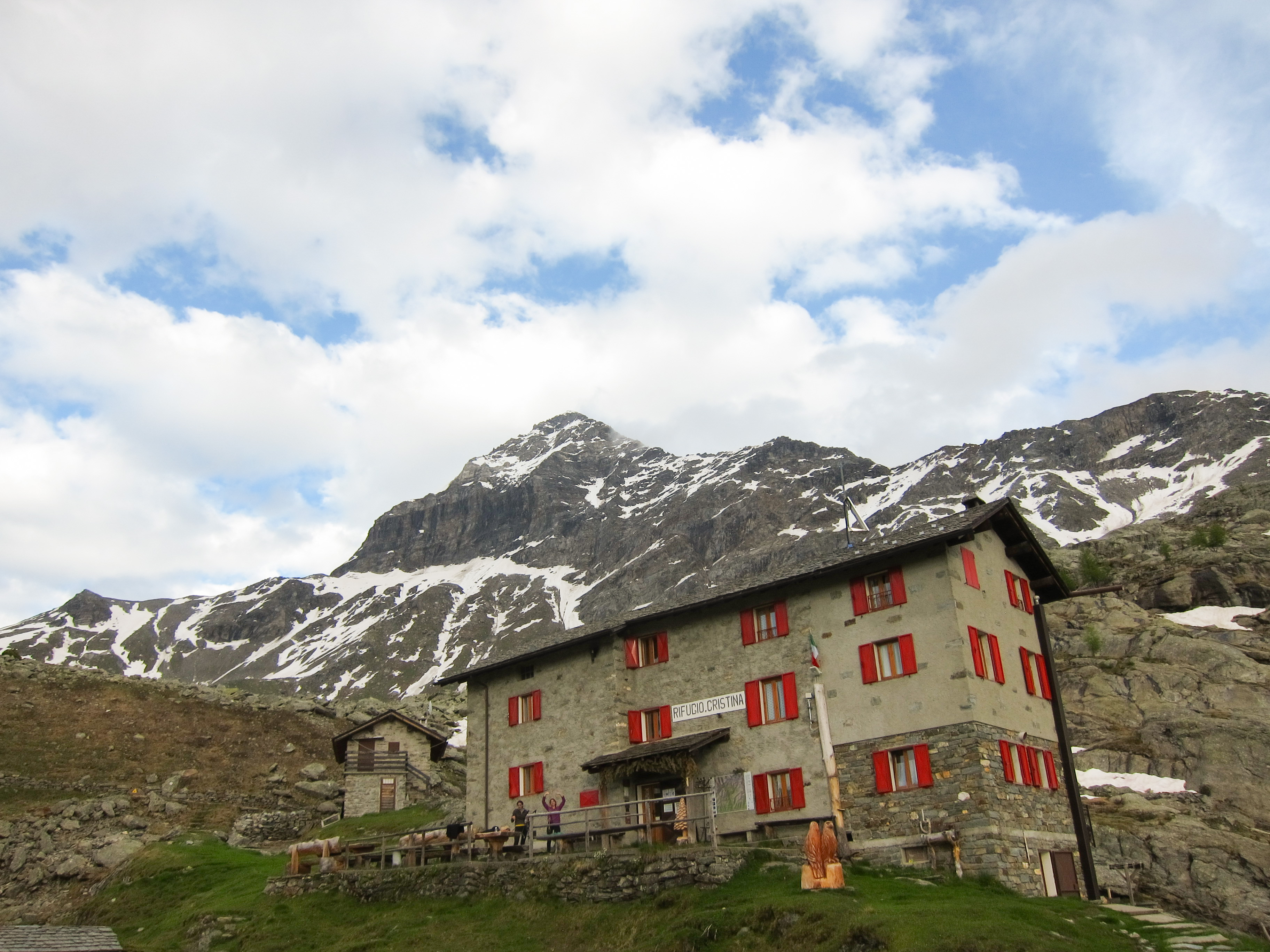
Il Rifugio Cristina sotto il Pizzo Scalino

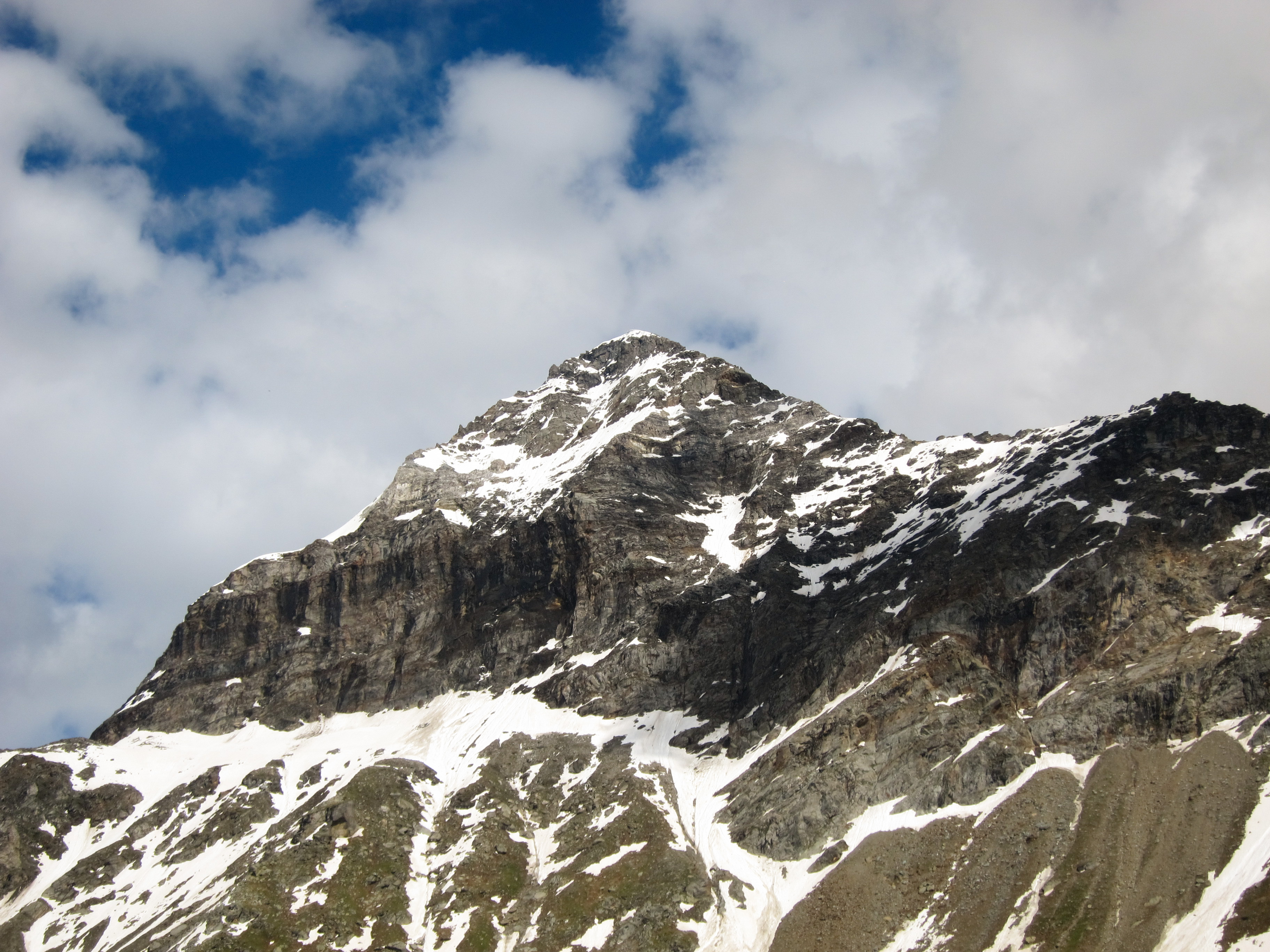
Cima del Pizzo Scalino

## Manifestazioni Sportive
Sui pendii del Pizzo Scalino la società sportiva locale Sportiva Lanzada organizza ogni anno diverse manifestazioni sportive:
- Gara del Pizzo Scalino (scialpinismo)
- Gigantone di Campagneda (sci fuori pista)
- Skyrace Valmalenco - Valposchiavo (corsa in montagna)